# Giorgio Nardone
Giorgio Nardone (Arezzo, 23 settembre 1958) è uno psicologo, pedagogo e psicoterapeuta italiano.
Nel 1987 ha fondato ad Arezzo, insieme a Paul Watzlawick, il CTS, Centro di Terapia Strategica. È autore di numerosi saggi tradotti in varie lingue e di libri di carattere divulgativo destinati al grande pubblico.

## L'Università di Siena, Palo Alto e il Centro di Terapia Strategica
Giorgio Nardone studia e si laurea in Pedagogia nel 1981, presso l'Università di Siena. Si specializza in Psicologia nel 1986 sempre presso l'Università di Siena. Iscritto all'Ordine degli Psicologi della Toscana con il n.901, è dal 1994 presente anche nell'elenco degli psicoterapeuti.
Nel 1985, interessato agli studi e alle teorie della Scuola di Palo Alto (California, USA) e influenzato in particolare dai lavori di Watzlawick, Jackson, Beavin, Weakland e dal gruppo del Mental Research Institute, inizia a seguire alcuni training intensivi.
Nasce in quel periodo la collaborazione con Paul Watzlawick, che definisce un maestro di psicoterapia e un maestro di vita. È essenziale, nella "filosofia" di Nardone, fare riferimento a più maestri, per poi elaborare un proprio stile di lavoro personale.
A partire dal 1986 si avviano i suoi studi sui disturbi fobico-ossessivi, punto di partenza per elaborare modelli specifici di trattamento. In seguito fonda assieme a Watzlawick il Centro di Terapia Strategica di Arezzo nel 1987, e la Scuola di Terapia Strategica due anni più tardi. I due studiosi non hanno importato in Italia una forma di terapia già esistente all'interno della scuola di Palo Alto ma hanno invece fondato un nuovo approccio terapeutico. Esso affonda le sue origini in diversi campi, tra cui la cibernetica di secondo ordine, la filosofia costruttivista, la terapia sistemica, l'ipnoterapia di Milton Erickson, l'approccio strategico dell'MRI di Palo Alto e quello di Milwaukee, e l'arte dello stratagemma dell'antica Cina (Nardone, Watzlawick, 1990). Il concetto di Terapia Strategica è stato introdotto da Jay Haley e prevede la messa a punto di una particolare tecnica per ogni specifico problema e l'assunzione da parte del terapeuta della responsabilità del cambiamento del paziente.

## Il C.T.S. e la Terapia breve strategica
Fondato assieme a Paul Watzlawick, il Centro di Terapia Strategica (C.T.S.) si pone come struttura per la cura e la ricerca dei disturbi mentali. Rimane infatti la forte impronta di Nardone sullo studio empirico della psicoterapia, volto a valutare le diverse strategie dell'approccio in termini di efficacia ed efficienza.
Il Centro conta un centinaio di studi affiliati in Italia, più altri studi in Spagna, Romania, Irlanda, Colombia.
Il libro che per primo descrive l'approccio della Terapia Breve Strategica è L'arte del cambiamento (1990), scritto con Paul Watzlawick. Come detto, le Terapie di stampo strategico prendono spunto dalla filosofia costruttivista: ogni essere umano costruisce la propria realtà e i modi in cui essa può ostacolarlo. Il principio è che ogni persona ha un proprio sistema di percezione della realtà e, di conseguenza, un proprio modo di reagire ad essa. L'individuazione del sistema percettivo-reattivo del paziente è uno dei primi passi che viene compiuto in terapia.
Anche l'approccio di Nardone, come la terapia strategica nata precedentemente in America, si concentra sul qui ed ora, non sul passato del paziente (modus operandi proprio delle terapie ad orientamento psicodinamico). Come nella terapia strategica elaborata nella scuola di Palo Alto, inoltre, non c'è alcun interesse a ricercare le presunte cause del problema del paziente, partendo dal presupposto che la presa di coscienza di tali cause non porta alla risoluzione del sintomo, né in generale dei problemi portati dal paziente. Ciò che viene investigato sono piuttosto le "tentate soluzioni" (concetto introdotto in precedenza da Paul Watzlawick) che il paziente ha messo in atto fino a quel momento per risolvere il problema, individuando in esse un possibile ostacolo al cambiamento. Soluzioni inefficaci (a volte ritenute efficaci dalla persona, o che magari hanno avuto in passato una qualche efficacia, o che semplicemente aiutano il paziente ad evitare di affrontare il problema) sono continuamente messe in atto dal paziente, mantenendo di fatto il problema vivo. Un esempio può essere quello dell'agorafobico che, come soluzione al suo problema, si chiude in casa e non ne esce più.
Dopo aver studiato il sistema percettivo/reattivo del soggetto e le sue tentate soluzioni, vengono prescritti dei "compiti", come nelle terapie familiari strategiche, a cui il paziente dovrà attenersi scrupolosamente. Per instaurare un rapporto collaborativo viene usato un linguaggio suggestivo, che prende spunto dalle concettualizzazioni dell'ipnoterapeuta Milton Erickson. Le prescrizioni, o strategie, possono risultare strane, bizzarre o paradossali, anche se viene specificato che non si tratterà mai di qualcosa di immorale, lesivo o antieconomico. L'idea alla base della prescrizione delle strategie è quella di creare un'"esperienza emozionale correttiva", concetto spiegato nel 1946 dallo psicoanalista Franz Alexander nel suo libro "Psychoanalytic Therapy: Principles and Application" (Ronald Press). Il concetto di esperienza emozionale correttiva è ritenuto fondamentale dai principali approcci brevi alla terapia, ma ha ricevuto critiche per la sua mancanza di fondazione empirica.

## Opere
- Nardone, G., Watzlawick, P. (1990). L'arte del cambiamento. Firenze: Ponte alle Grazie. ISBN 978-88-7928-465-3
- Nardone, G. (1991). Suggestione + Ristrutturazione = Cambiamento. L'approccio strategico e costruttivista alla terapia breve. Milano: Giuffrè.
- Nardone, G. (1993). Paura, Panico, Fobie. Firenze: Ponte alle Grazie. ISBN 978-88-7928-466-0
- Nardone, G. (1994). Manuale di Sopravvivenza per psico-pazienti. Ovvero come evitare le trappole della psichiatria e della psicoterapia. Firenze: Ponte alle Grazie.
- Nardone, G., Fiorenza, A. (1995). L'intervento strategico nei contesti educativi. Comunicazione e problem-solving per i problemi scolastici. Milano: Giuffrè.
- Nardone, G., Watzlawick, P. (a cura di) (1997). Terapia breve strategica. Milano: Raffaello Cortina, ISBN 978-88-7078-471-8
- Nardone, G. (1998). Psicosoluzioni. Milano: Rizzoli.
- Nardone, G., Verbitz, T., Milanese, R. (1999). 'Le prigioni del cibo - Vomiting Anoressia Bulimia: la terapia in tempi brevi. Milano: Ponte alle Grazie.
- Nardone, G. (2000). Oltre i limiti della paura. Milano: Rizzoli.
- Nardone, G., Milanese, R., Mariotti, R., Fiorenza, A. (2000). La terapia dell'azienda malata. Milano: Ponte alle Grazie.
- Nardone, G., Giannotti, E., Rocchi, R. (2001). Modelli di famiglia. Milano: Ponte alle Grazie.
- Loriedo, C., Nardone, G., Watzlawick, P., Zeig, J.K. (2002). Strategie e stratagemmi della Psicoterapia. Milano: Franco Angeli.
- Rampin, M., Nardone, G. (2002). Terapie apparentemente magiche. Milano: Mc Graw-Hill.
- Nardone, G., Cagnoni, C. (2002). Perversioni in rete - le psicopatologie da internet e il loro trattamento. Milano: Ponte alle Grazie.
- Nardone, G. (2003). Non c'è notte che non veda il giorno. Milano: Ponte alle Grazie.
- Nardone, G. (2003). Al di là dell'amore e dell'odio per il cibo. Milano: Rizzoli.
- Nardone, G. (2003). Cavalcare la propria tigre. Firenze: Ponte alle Grazie. ISBN 978-88-7928-639-8
- Nardone, G., Salvini, A. (2004). Il dialogo strategico. Milano: Ponte alle Grazie.
- Nardone, G., Rampin, M. (2005). La mente contro la natura. Milano: Ponte alle Grazie. ISBN 978-88-7928-748-7
- Nardone, G. (2005). Correggimi se sbaglio. Milano: Ponte alle Grazie.
- Nardone, G., Loriedo, C., Zeig, J., Watzlawick, P. (2006). Ipnosi e terapie ipnotiche. Milano: Ponte alle Grazie.
- Nardone, G. (2007). La dieta paradossale. Milano: Ponte alle Grazie.
- Nardone, G. (2007). Cambiare occhi toccare il cuore. Milano: Ponte alle Grazie.
- Nardone, G., Ray, W. (a cura di, 2007). Guardarsi dentro rende ciechi. Milano: Ponte alle Grazie.
- Nardone, G., Stefanile, C., Sirigatti, S. (2008). Le scoperte e le invenzione della psicologia. Milano: Ponte alle Grazie.
- Nardone, G., Balbi, E. (2008). Solcare il mare all'insaputa del cielo. Firenze: Ponte alle Grazie. ISBN 978-88-7928-998-6
- Nardone, G. (2009). Problem solving strategico da tasca. Milano: Ponte alle Grazie. ISBN 978-88-6220-080-6
- Nardone, G. (2010). Gli errori delle donne in amore. Milano: Ponte alle Grazie.
- Nardone, G., De Santis, G. (2011). Cogito ergo soffro. Milano: Ponte alle Grazie.
- Nardone, G., Selekman, M.D. (2011). Uscire dalla trappola. Milano: Ponte alle Grazie.
- Nardone, G., Montano, A., Sirovich, G. (2012). Risorgere e vincere. Milano: Ponte alle Grazie.
- Nardone, G. e l'équipe del Centro di Terapia Strategica. (2012). Aiutare i genitori ad aiutare i figli. Milano: Ponte alle Grazie.
- Nardone, G., Salvini, A., (2013). Dizionario Internazionale di Psicoterapia. Milano: Garzanti.
- Nardone, G. (2013). Psicotrappole. Milano: Ponte alle Grazie.
- Nardone, G., Portelli, C. (2013) Ossessioni, compulsioni, manie. Milano: Ponte alle Grazie.
- Nardone, G. (2014). La paura delle decisioni. Milano: Ponte alle Grazie.
- Nardone, G., Valteroni, E. (a cura di, 2014). Dieta o non dieta. Milano: Ponte alle Grazie.
- Nardone, G. (2014). L'arte di mentire a se stessi e agli altri. Milano: Ponte alle Grazie.
- Nardone, G., Speciani, L. (2015). Mangia, muoviti, ama. Milano: Ponte alle Grazie.
- Nardone, G., D'Andrea, S. (2015). Il colloquio strategico in azienda. Milano: Ponte alle Grazie
- Nardone, G. (2015). La nobile arte della persuasione. Milano: Ponte alle Grazie.
- Nardone, G. (2019). Emozioni istruzioni per l'uso. Milano: Ponte alle Grazie.